# ニルハナ
『ニルハナ』は、アダルト同人ゲームサークルゆにっとちーずより2017年12月30日に発売された18禁アドベンチャーゲーム。

## 概要
Windows専用PCゲームとして開発され、後にDMMゲームストアでAndroid移植版が発売された。
サークルの最終作であり、これをもってゆにっとちーずは作品制作を終了するとアナウンスされた。
企画・シナリオの山野詠子は今までのサークル作品よりも『物語やキャラクターの抱えているものはそのままに、大きく羽ばたかせるために、たくさんの人の心に囁くことができるように、寄り添うことができるように』制作したと語っている。

## ストーリー
過去の恋愛経験から後ろ暗い事情を持つ女性ばかりと関係を持ってはすぐ別れるようなことをして暮らしていた青年・宮森タツヤは、あるとき旅行先で不遜な少女・津摘ユウと出会う。
とある養護施設に潜入して内情を探って欲しいという依頼を、彼女へ抱いた好意もあって引き受けるタツヤだが、潜入先の施設は彼の想像以上に訳アリだった。
トラウマを抱えた入居者、夜な夜な行われる虐待行為や経営者兄妹の近親相姦。
それらを目の当たりにするうちにタツヤは悪夢にうなされ、過去のフラッシュバックに悩むようになっていく。
経営者の空木リュウヤは、タツヤすらも背徳の宴に巻き込もうとしていた。

## 登場人物
宮森 タツヤ
声：三橋渡
本作の主人公。都内で一人暮らしをする20代の男性。
旅先で出会ったユウに恋心を抱き、養護施設『キーチャイルド』の内部視察に協力する。
ユウ曰く『そこそこ悪趣味』な性格、趣向の持ち主で、傷ついた女性が好きという一面がある。
彼の選択で物語は大きく変化する。
津摘 ユウ
声：花南
本作のヒロイン。見た目は10代の少女だが、本人によるとそこそこ長生きをしている自称小説家。
口さがなくマシンガンのように生意気な発言を繰り返すが、
男性経験がまるでなくうぶだったり、タツヤに対しても感謝の念を感じて強く出られなくなるなど可愛らしい面もある。
空木 リュウヤ
声：きせとしみち
自立支援ホーム『キーチャイルド』の経営者。
20代そこそに見えるが実際は年増らしい。
気さくに振る舞ったかと思えば、人を見透かしたような辛辣なことを言ったりもする。
重度のシスコンで、妹であるマユを可愛い、いとしいと言ってはばからない。
空木 マユ
声：花南
リュウヤの妹。病気に罹っているらしく普段は施設の二階にある自室で寝ていて、姿を現すことはない。
リュウヤとはずいぶん歳が離れているように見える。
ナミダ
声：花南
ユウと似た容貌の少女。キーチャイルドにボランティアとして勤めている。
入居者やリュウヤに、まるで召使いのような口調や物腰で接する。
態度は丁寧だが、感情を表に出さず冷たい印象。
テマリ
声：佐藤千幸
キーチャイルドに入居している少女。
以前通っていた学校でトラブルがあり、それが理由で家族とも上手くいっていない。
クレハル
声：尾崎花
キーチャイルドに入居している女性。
肉体がひどく損傷しており、自力では個室のベッドから起き上がることもできない。
カスリ
声：風花ましろ
タツヤの昔の恋人。
機能不全家族のもとで育った情緒不安定な娘で、タツヤにも強く依存していた。
彼女との過去がタツヤの精神に強く影響を及ぼしている。
澄田 ユウ
声：囲まこと
ユウと同じ名前を持つ謎の男性。善良な精神と厄介な性癖を内包している。
ナーム
声：蘇芳レア
異国の地に生を受けた少女。
父親に先立たれ、病気の家族を救うために『神の嫁』となるため怪しげな修道院に売り渡された。
ニルハ
声：今谷皆美
ナームと同じ境遇の少女。
ナームに比べ楽天的で夢見がち。

## スタッフ
- 企画・シナリオ - 山野詠子
- 原画・彩色 - うみの
- 音楽 - 森空青・ジョーカーサウンズ

## 主題歌
- エンディングテーマ「ハナムケ」
  - 作詞：吉田奈穂子/作曲：森空青
  - 歌：佐藤千幸